# Challenge des champions 1968
Navigation
Saint-Étienne 1967 Paris 1969
Le Challenge des champions 1968 est la douzième édition du Challenge des champions, épreuve qui oppose le champion de France au finaliste de la Coupe de France lors de cette édition. Disputée le 17 août 1968 au Stade Richter à Montpellier en France devant 5 917 spectateurs, la rencontre est remportée par l'AS Saint-Étienne contre les Girondins de Bordeaux sur le score de 5-3 (2-2 à la mi-temps). L'arbitre de la rencontre est M. Guy Carite.

## Participants
La rencontre oppose l'AS Saint-Étienne aux FC Girondins de Bordeaux. Les Stéphanois se qualifient au titre de leur doublé Coupe-Championnat 1968 et les Bordelais se qualifient pour le Challenge des champions grâce à leur place de finaliste en Coupe de France. 

## Rencontre
André Fefeu ouvre le score 1-0 pour les Stéphanois à la 14e minute de jeu puis Didier Couécou égalise cinq minutes plus tard. Saint-Étienne reprend l'avantage à la 34e minute par l'intermédiaire de Fefeu puis Couécou inscrit lui aussi un second but à la 37e minute. En seconde période, Hervé Revelli réalise un coup du chapeau en dix-sept minutes et le score passe à 5-2 pour les Stéphanois. Hervé Othily réduit l'écart à 5-3 à la 87e minute.

## Feuille de match
| 17 août 1968 | AS Saint-Étienne                    | 5 - 3   | FC Girondins de Bordeaux     | Stade Richter, Montpellier                 |                                            |
|              | Fefeu 14e 34e · Revelli 68e 70e 85e | (2 - 2) | 19e 37e Couécou · 87e Othily | Spectateurs : 5 917 Arbitrage : Guy Carite | Spectateurs : 5 917 Arbitrage : Guy Carite |

| Saint-Étienne | Bordeaux |

|               | Gardien de but | Georges Carnus     |  | Remplacé |
|               | D              | José Pelletier     |  |          |
|               | D              | Roland Mitoraj     |  | Remplacé |
|               | D              | Bernard Bosquier   |  |          |
|               | D              | Georges Polny      |  |          |
|               | M              | Jean-Michel Larqué |  |          |
|               | M              | Aimé Jacquet       |  |          |
|               | M              | Francis Camerini   |  | Remplacé |
|               | M              | Georges Bereta     |  | Remplacé |
|               | A              | André Fefeu        |  |          |
|               | A              | Salif Keïta        |  |          |
| Remplaçants : |                |                    |  |          |
|               | Gardien de but | Gérard Migeon      |  | Entré    |
|               | D              | Gérard Farison     |  | Entré    |
|               | A              | Frédéric N'Doumbé  |  | Entré    |
|               | A              | Hervé Revelli      |  | Entré    |
| Entraineur :  |                |                    |  |          |
|               | Albert Batteux |                    |  |          |

|               | Gardien de but     | Christian Montes  |  |          |
|               | D                  | Guy Calleja       |  |          |
|               | D                  | Robert Péri       |  |          |
|               | D                  | Gérard Papin      |  |          |
|               | M                  | Gabriel Abossolo  |  |          |
|               | M                  | Claude Petyt      |  |          |
|               | M                  | Jacky Simon       |  |          |
|               | M                  | Jacques Castellan |  |          |
|               | A                  | Félix Burdino     |  | Remplacé |
|               | A                  | Didier Couécou    |  |          |
|               | A                  | Édouard Wojciak   |  | Remplacé |
| Remplaçants : |                    |                   |  |          |
|               | A                  | Carlos Ruiter     |  | Entré    |
|               | A                  | Hervé Othily      |  | Entré    |
| Entraineur :  |                    |                   |  |          |
|               | Jean-Pierre Bakrim |                   |  |          |